# Derren Nesbitt
Derren Nesbitt (geboren als Derren Horwitz, Londen, 19 juni 1935) is een Engelse acteur. Hij is vooral bekend door zijn rol als Chief Inspector Jordan in de politieserie Special Branch en als Major Von Hapen in de oorlogsfilm Where Eagles Dare (1968). Nesbitt is in een aantal films herkenbaar aan opvallend geblondeerd haar.

## Biografie
Derren Horwitz werd in 1935 geboren als zoon van Harold Horwitz, een in Zuid-Afrika geboren acteur met Poolse voorouders. Harold was onder het pseudoniem Harry Nesbitt een succesvolle komiek op de Britse radio geweest en vanaf het begin van zijn carrière besloot Derren het pseudoniem van zijn vader over te nemen.
Derren studeerde aan de toneelacademie van Londen van 1953 tot 1957 en maakte in 1958 zijn speelfilmdebuut met een klein rolletje als matroos in de Titanic verfilming A Night to Remember. 
Zijn grote doorbraak kwam in 1962 met de controversiële thriller Victim. In deze film speelde hij een crimineel die latent homoseksuele mannen bespiedt en vervolgens chanteert met het bekendmaken van hun geaardheid. De film, met een duidelijk statement tegen homofobie, was voor 1962 baanbrekend progressief en het succes, alsmede ook de controverse, maakte Nesbitt een bekend acteur. Tegelijkertijd zorgde het er ook voor dat hij vaak getypecast werd als slechterik. Zo was hij 1963 te zien als pooier in The Informer  en als Duitse piloot in The Blue Max (1965). In 1967 speelde hij, als KGB agent, tegenover Frank Sinatra in de koude oorlog thriller The Naked Runner. In 1968 speelde hij de ijdele en achterdochtige  Gestapo officier Major Von Hapen. Met zijn geblondeerde haar en decoreerde uniform was hij, als ''over de top nazi'' in een campy oorlogsfilm, kreeg zijn optreden een kleine cultstatus. In 1968 speelde hij een huurmoordenaar in de thriller Nobody Runs Forever.  In 1972 had hij een hoofdrol als grafrover in de  gothic Hammerhorror film Burke&Hare.
Parallel aan zijn filmcarrière had hij een tv-carrière die vooral bestond als gastrollen, meestal als slechterik, in de vele spionage en science fiction series die de jaren 60 rijp was. Zo speelde hij tegenover Roger Moore in een aflevering van The Saint, in een aflevering van  The Avengers en dook hij op in Danger Man en UFO. In de serie Doctor Who keerde hij in meerdere afleveringen terug, met aanplakbaard en zwart geverfd haar, als het karakter Tegana. In 1967 had hij waarschijnlijk zijn beroemdste gast optreden als NR.2 in de aflevering It’s Your Funeral van de iconische cult serie The Prisoner. In 1970 speelde hij opnieuw tegenover Roger Moore in The Persuaders!
Na veel gastrollen kreeg Nesbitt’s carrière een vaste routine toen hij tussen 1969 en 1972 in 52 afleveringen (verdeeld over 4 seizoenen van 13) de hoofdrol speelde in de politieserie Special Branche.
In 1974 liep Derren Nesbitt imagoschade op toen hij werd veroordeeld voor mishandeling van zijn vrouw nadat zij hem had opgebiecht dat ze een buitenechtelijke relatie had. Als gevolg hiervan werd hij nog maar weinig gevraagd voor filmrollen. Nesbitt besloot hierop achter de camera plaats te nemen en regisseerde de lowbudget sekskomedie The Amorous Milkman (1975) deze film flopte echter en kreeg slechte kritieken. Na een aantal geflopte films raakte Nesbitt's carrière voor bijna 40 jaar in het slop. Hij was in deze periode nog maar sporadisch in films en tv series te zien, al speelde hij wel met succes in toneelstukken. 
In 2018 maakte hij onverwachts op 83-jarige leeftijd een comeback met zijn hoofdrol in de film Tucked. In deze film speelde hij een bejaarde travestiet die een vriendschap aangaat met een jongere travestiet. Tucked was zowel artistiek als commercieel een groot succes en Nesbitt’s optreden werd geprezen.

## Persoonlijk
Derren Nesbitt heeft 5 kinderen bij 3 vrouwen. Hij trouwde tweemaal, zijn eerste vrouw was actrice Anne Aubrey en zij hebben samen een dochter Kerry. Derren woont in Worthing, West Sussex met zijn tweede vrouw Miranda. Zij hebben een zoon Ashley en een dochter Tiffany.

## Filmografie
- The Silent Enemy (1958)
- A Night to Remember (1958)
- Life in Danger (1959)
- Behemoth the Sea Monster (1959)
- Room at the Top (1959)
- In the Nick (1960)
- Sword of Sherwood Forest (1960)
- The Man in the Back Seat (1961)
- Victim (1961)
- Strongroom (1962)
- Term of Trial (1962)
- Kill or Cure (1962)
- The Amorous Adventures of Moll Flanders (1965)
- The Blue Max (1966)
- The Naked Runner (1967)
- Nobody Runs Forever (1968)
- Where Eagles Dare (1968)
- Monte Carlo or Bust! (1969)
- Ooh... You Are Awful (1972)
- Burke & Hare (1972)
- Innocent Bystanders (1972)
- Not Now Darling (1973)
- The Amorous Milkman (1975)
- Spy Story (1976)
- Give Us Tomorrow (1978)
- The Playbirds (1978)
- The Saint and the Brave Goose (1979)
- The Guns and the Fury (1981)
- Funny Money (1982)
- Eat the Rich (1987)
- Fatal Sky (1990)
- Bullseye! (1990)
- Flawless (2007)
- Tucked (2018)